# Jefferson Andrade Siqueira
Jefferson Andrade Siqueira (Guarulhos, São Paulo, Brasil, 6 de enero de 1988) es un futbolista brasileño. Juega de delantero y su equipo actual es el Calcio Catania de la Serie D.

## Clubes
| Club                               | País    | Año           |
| ---------------------------------- | ------- | ------------- |
| Paraná Clube                       | Brasil  | 2006 - 2008   |
| A.C.F. Fiorentina                  | Italia  | 2008 - 2009   |
| Frosinone Calcio (cedido)          | Italia  | 2009 - 2010   |
| A.S.D. Nuova Cassino 1924 (cedido) | Italia  | 2010          |
| K.A.S. Eupen (cedido)              | Bélgica | 2010 - 2011   |
| U.S. Latina Calcio                 | Italia  | 2011 - 2014   |
| A.S. Livorno Calcio                | Italia  | 2014 - 2015   |
| U.S. Latina Calcio                 | Italia  | 2015 - 2016   |
| Casertana F.C. (cedido)            | Italia  | 2016          |
| Teramo                             | Italia  | 2016 - 2017   |
| Viterbese                          | Italia  | 2017 - 2018   |
| Monza                              | Italia  | 2018 - 2019   |
| Giana Erminio (cedido)             | Italia  | 2019          |
| Monopoli                           | Italia  | 2019 - 2020   |
| Padova                             | Italia  | 2020 - 2021   |
| Catanzaro (cedido)                 | Italia  | 2021          |
| U.S. Latina Calcio                 | Italia  | 2021-2022     |
| Catania                            | Italia  | 2022-presente |